# Thomas McGuane
Thomas Francis McGuane III, (Wyandotte, 11 de diciembre de 1939) es un escritor estadounidense de la corriente del nature writing. Ha escrito nueve novelas, numerosos cuentos y guiones, y también tres volúmenes de ensayos sobre su vida en la naturaleza.

## Biografía

### Primeros años
Thomas McGuane nace de padre irlandeses católicos que dejaron el Massachusetts para instalarse en el Midwest. Trabaja en un rancho del Wyoming, practica la pesca y la caza, y mantiene relaciones complicadas con su padre alcohólico que más tarde aparecerá en buena parte de sus libros.
Empieza a escribir de forma seria a los dieciséis años. Estudia en la Universidad de Míchigan donde conoce a su amigo Jim Harrison. En la Universidad de Yale estudia la escritura teatral y dramática. Una beca de la Wallace Stegner Fellowship para ir a la Universidad Stanford (1966-67) le permite acabar su primera novela, The Sporting Club (publicada en 1969 con el apoyo de Jim Harrison). Esa primera novela es un retrato anárquico del declive de la aristocracia y de la ruina final de un club deportivo de élite del Michigan. Escribió el libro en seis semanas.

### En Montana
Con la beca de la Stegner Fellowship, McGuane y su esposa, Rebecca Portia Crockett, se instalan en Livingston (Montana), y gracias a la venta de los derechos de adaptación al cine de The Sporting Club invierte en la compra de un rancho en la Paradise Valley. Su segunda novela, The Bushwhacked Piano (1971), una comedia picaresca que describe las actividades deportivas, profesionales y sentimentales de Nicholas Payne, con comentarios irónicos sobre la situación de América, recibe una gran acogida por parte de la crítica. Jonathan Yardley, en el New York Times, describe a McGuane (que entonces tenía 31 años) como “un talento faulkneriano” mientras que Saul Bellow le considera como “una estrella del lenguaje”. La novela es galardonada con el Rosenthal Award de la American Academy and Institute of Arts and Letters. 
Su tercera novela, Ninety-Two in the Shade (publicada en 1973), es percibida como la confirmación de su potencial y es quizás su libro más conocido y el más apreciado en los ambientes literarios. Tiene como tema el deseo del joven Thomas Skelton de convertirse en guía de pesca en Key West.
Ninety-Two in the Shade es nominado para el National Book Award y representa el final del primer capítulo de la vida literaria de McGuane, capítulo que acaba con el accidente en su Porsche en una carretera helada de Tejas. El accidente le deja sin heridas graves pero es incapaz de hablar durante varios días. Decide abandonar su obsesión monástica de la escritura de novelas decidiendo firmar un nuevo contrato con la vida, dejándose tentar por la escritura lucrativa de guiones para Hollywood. Escribe los guiones de Rancho Deluxe (1973), rodada en Livingston, Montana ; The Missouri Breaks de Arthur Penn (1976), interpretada por Jack Nicholson y Marlon Brando ; y hace una incursión en la dirección de película rodando la adaptación de su novela “ Ninety-Two in the Shade” (1975). 
Los excesos de aquellos años quedan reflejados en la relación tumultuosa de McGuane con la actriz Elizabeth Ashley (relación que ella describe con precisión en sus memorias, « Actress »), su divorcio con su primera esposa Becky Crockett, su boda con la actriz Margot Kidder, el nacimiento de su hija Maggie (hoy en día autora bajo el nombre de Maggie Kirn) y un segundo divorcio, todo ello en menos de un año.
En 1978, McGuane publica su novela más autobiográfica, Panama. Es su primer y único relato escrito en primera persona y cuenta la historia de una estrella del rock llamada Chet Pomeroy, que va de desilusión en desilusión y que solo es capaz de imaginar la salvación a través de la persona de Catherine, encarnación literaria de los sentimientos de McGuane por su tercera esposa, Laurie Buffett, hermana de su amigo de Key West, Jimmy Buffett. La novela fue mal recibida por la crítica al considerarla demasiado autocentrada, pero McGuane protestó considerando que se trataba de su mejor libro. La novela rompe con el tono cómico de sus tres primeros libros. Ese periodo se acaba con la muerte en un espacio de 30 meses del padre de McGuane, de su madre y de su hermana.
Después de Panama, las novelas de McGuane cambian considerablemente. Con Nobody's Angel en 1981, el decorado se sitúa constantemente en Montana, en la ciudad ficticia de Deadrock (un guiño a Livingstone) y su prosa renuncia a los efectos pirotécnicos de Bushwhacked Piano o de Ninety-Two in the Shade. Aunque McGuane sigue atento a la comedia de la vida humana, el problema de las relaciones familiares es tomado de forma mucho más serio que en sus primeras novelas.
Sin embargo, McGuane afirma que, contrariamente a sus personajes, él es feliz con su mujer Laurie Buffett desde el final de los años 70. Según uno de sus amigos de Montana (William Kittredge), McGuane tiene el don de saber vivir bien, cuya receta es pasar tiempo en familia, la lectura, la escritura, la cría de caballos y la pesca con mosca, todo ello relacionado con el magnífico valle de la Boulder River cerca de McLeod (Montana), donde McGuane está instalado.
Entre sus novelas más recientes, Nothing But Blue Skies presenta la expresión más amplia del pensamiento de McGuane sobre la vida en América, más precisamente, en el Oeste americano. Quedan rastros de contracultura y el Oeste ofrece, más que cualquier otro sitio, posibilidades de refugio aunque van disminuyendo cada día.

## Estilo de escritura
La escritura de McGuane se caracteriza por su dominio del lenguaje, la puesta en relieve del núcleo cómico e irracional de las acciones humanas, sus referencias a la contracultura americana de los años 60 y 70, una devoción hacia las relaciones familiares y un fuerte vínculo con la naturaleza del Oeste americano, sobre todo con Montana donde reside desde 1968 y donde se sitúan cinco de sus novelas y la mayoría de sus ensayos.
Los libros de McGuane, en su conjunto, ofrecen de forma esporádica secuencias de serenidad y esperanza – Nothing But Blue Skies es una de sus novelas más cargadas de esperanza – pero Larry McMurtry ha señalado que las obras de McGuane que no pertenecen al registro de la ficción proponen en contraste una paz interior y una espiritualidad natural. Los elogios de McGuane hacia la pesca (The longest silence), los caballos (Some horses) y la vida en la naturaleza (An outside chance) reflejan su fe en el potencial redentor de la naturaleza, y figuran entre las obras más destacadas del nature writing.

## Obras
|  | Ficción - The Sporting Club (1969, novel) - The Bushwacked Piano (1971, novel) - Ninety-Two in the Shade (1973, novel) - The Missouri Breaks (1976, screenplay, paperback original) - Panama (1978, autobiographical novel) - Nobody's Angel (1981, novel) - In the Crazies: Book and Portfolio (1984; ltd. ed. of 185) - Something to Be Desired (1985, novel) - To Skin a Cat (1986, short stories) - The Best American Short Stories (1986, story contribution, "Sportsmen") - Keep the Change (1989, novel) - En español, Quédate con el cambio, Editorial Anagrama, 1991 - Nothing but Blue Skies (1992, novel) - The Cadence of Grass (2002, novel) - The Best American Short Stories (2004, story contribution, "Gallatin Canyon") - The Best American Short Stories (2005, story contribution, "Old Friends") - The Best American Short Stories (2006, story contribution, "Cowboy") - Gallatin Canyon (2006, short stories) - Driving on the Rim (2010, novel) - Crow Fair (2015, short stories) - The Best American Short Stories 2015 (2015, story contribution) - Cloudbursts (2018, short stories) | No ficción - An Outside Chance (1981) - Best American Sports Writing, 1992 (1993) - Live Water (1996) - The Best American Essays (1997, essay contribution, "Twenty-fish Days") - The Best American Sports Writing (1997, essay contribution, "The Way Home") - Some Horses (1999) - The Longest Silence (2000) - Upstream: Fly Fishing in the American Northwest (1999) - Horses (2005) - The Best American Sports Writing (2005, essay contribution, "Seeing Snook") - The Best American Mystery Stories (2012, essay contribution, "The Good Samaritan") - The Best American Mystery Stories (2015, essay contribution, "Motherlode") Guiones - Rancho Deluxe (1975) - 92 in the Shade (1975) - The Missouri Breaks (1976) - Tom Horn (1981) - Cold Feet (1989) |